# Snootie Wild
Pour les articles homonymes, voir Wild.
Snootie Wild, nom de scène de LePreston Porter, né le 23 avril 1985 à Memphis dans le Tennessee et mort assassiné le 26 février 2022 à Houston au Texas, est un rappeur américain.
Il est mieux connu pour son premier single Yayo publié au label Heartland Entertainment ; le succès l'aide à lancer sa carrière. La chanson atteint la première place des Billboard Hot RnB/Hip-Hop Songs et Hot Rap Songs. En octobre 2013, le rappeur Yo Gotti annonce avoir signé Wild à son label Collective Music Group (CMG),.

## Biographie
Snootie Wild est né le 23 avril 1985 à Memphis dans le  Tennessee. Il pratique le sport au lycée, mais se retrouve incapable de lancer une carrière d'athlète après s'être fait poignarder dans la jambe à 17 ans. Il se retrouve alors à la dérive, ce qui le mène à purger quatre ans en prison. C'est en prison qu'il s'intéresse et se lance dans le rap.
Snootie Wild, signé au label Heartland Entertainment, publie le single à succès Yayo, produit par K-Figz. La chanson attire l'intérêt du rappeur originaire de Memphis Yo Gotti, qui en fera un remix. Gotti ajoute le remix dans sa treizième mixtape Nov 19th: The Mixtape, publiée le 2 septembre 2013. La chanson est de nouveau remixée par le rappeur T.I., qui aidera à populariser davantage la version originale. Yayo, en featuring avec Yo Gotti, devient la version originale et est distribuée sur Internet dès le 3 février 2014. La chanson débute 50e des classements Billboard Hot RnB/Hip-Hop Songs, et 40e du Billboard Mainstream RnB/Hip-Hop. Le 28 octobre 2013, Yo Gotti annonce avoir signé Snootie Wild à son label Collective Music Group (CMG). En décembre 2013, la signature de Wild au label Epic Records est annoncée. Depuis, il joue avec Gotti, notamment à New York,. Snootie Wild publie le clip vidéo de Yayo en mars 2014. Snootie Wild joue aussi au SXSW Interactive au début de 2014. Le remix officiel de Yayo en featuring avec Fabolous, French Montana, Jadakiss et YG est publié le 13 mai 2014. Le remix est inclus dans la compilation CMG Chapter One publiée le 22 mai 2014.
Le 23 septembre 2014, Snootie Wild publie son premier EP Go Mode, qui contient notamment Yayo, Made Me (featuring K. Camp), et No Kissing (featuring Zed Zilla).

## Discographie

### EPs
- 2014 : Go Mode

### Mixtapes
- 2014 : Chapter One
- 2015 : Ain't No Stoppin' Me

### Singles
- 2014 : Yayo (featuring Yo Gotti)
- 2014 : Made Me (featuring K Camp)